# Teucholabis (Teucholabis) rectangularis
Teucholabis (Teucholabis) rectangularis is een tweevleugelige uit de familie steltmuggen (Limoniidae). De soort komt voor in het Neotropisch gebied.